# Нова Весь (гміна Бакалажево)
Нова Весь (пол. Nowa Wieś) — село в Польщі, у гміні Бакалажево Сувальського повіту Підляського воєводства.
Населення — 92 особи (2011).
У 1975-1998 роках село належало до Сувальського воєводства.

## Демографія
Демографічна структура станом на 31 березня 2011 року:
|          | Загалом | Допрацездатний вік | Працездатний вік | Постпрацездатний вік |
| -------- | ------- | ------------------ | ---------------- | -------------------- |
| Чоловіки | 43      | 6                  | 34               | 3                    |
| Жінки    | 49      | 14                 | 25               | 10                   |
| Разом    | 92      | 20                 | 59               | 13                   |